# رمزگذار

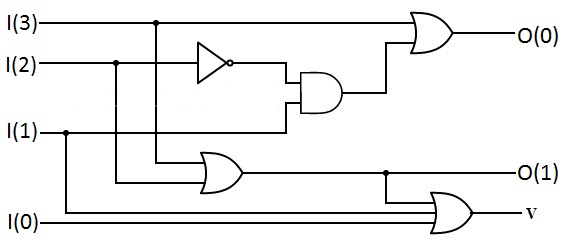
عکس مربوط به رمزگذار اولویت دار دودویی 4 به 2 بیتی

در طراحی دیجیتال، رمزگذار (به انگلیسی: encoder) مداری است که ۲n خط ورودی و n خط خروجی دارد. مدار انکودر عکس عمل دیکودر را انجام می‌دهد. مدار انکودر، سیگنال‌های باینری‌های چندگانه ورودی را به یک عدد کوچکتر فشرده می‌کند. در هر لحظه تنها یکی از ورودی‌ها می‌تواند مقدار «1» داشته باشد و بقیه ورودی‌ها باید در حالت «0» باشند. در صورتی‌که چند ورودی به صورت هم‌زمان در حالت «1» قرار داشته باشند، آن ورودی که اولویت بالاتری نسبت به بقیه دارد، در مدار اثر می‌گذارد. به چنین مداری، انکودر با اولویت گفته می‌شود.

## انواع رمزگذارها
1. انکودر افزایشی (Incremental encoder): در این نوع انکودرها از دو فرستنده و گیرنده مادون قرمز در دو طرف چرخ شیاردار با فاصله مشخص استفاده می‌شود؛ بنابراین با چرخش چرخ، ما دو پالس خروجی داریم که با یکدیگر اختلاف فاز دارند و براساس آن می‌توان جهت چرخش را نیز مشخص نمود. به طور مثال اگر از این انکودر در رباتی استفاده شده باشد و لحظه‌ای برق قطع شود، پس از اتصال دوباره برق ربات باید از نقطه صفر دوباره شروع به کار کند.
2. انکودر مطلق (Absolute encoder): در انکودرهای مطلق از یک صفحه شفاف استفاده می‌شود که بخش‌های خاصی از آن سیاه شده‌اند و از چندین فرستنده گیرنده (به طور مثال 8 جفت) استفاده می‌شود. در هر لحظه تعدادی از این گیرنده‌ها صفر و برخی یک را نشان می‌دهد، بدین ترتیب یک عدد باینری می‌دهد که زاویه بین صفر تا 360 درجه می‌توان محاسبه کرد. پس این نوع انکودر علاوه بر میزان جابجایی، موقعیت را نیز به شما می‌دهد. به طور مثال اگر از این انکودر در رباتی استفاده شده یاشد و لحظه‌ای برق قطع شود، پس از اتصال دوباره برق نیازی نیست که ربات شما از نقطه صفر دوباره شروع به کار کند.
3. انکودر نسبی: به این صورت که یک گیرنده و فرستنده مادون قرمز در دو طرف چرخ شیاردار قرار می‌گیرد. در این نوع از انکودرها صرفا موقعیت نسبی جسم چرخنده نسبت به موقعیت اولیه اندازه‌گیری می‌شود و نمی‌توان جهت چرخش را مشخص کرد.
4. انکودر سیمی: اساس کار این انکودر مانند انکودرهای نسبی می‌باشد با این تفاوت که بجای صفحهٔ شیاردار از نوار یا (Tape) استفاده می‌شود. جرثقیل‌ها پرکاربردترین مکان برای استفاده از این سری از انکودرها می‌باشد.
5. انکودر کارت مگنت (pvc): از طریق تماس هد با نوار مغناطیسی انجام می‌گیرد به این صورت که شما برای خواندن و یا نوشتن این کارت‌ها داخل نرم‌افزار اول بر روی کلمه WRI / REA کلید کرده بعد کارت را کشیده تا اطلاعات انتقال پیدا کند.
6. رمزگذار خطی: از نظر ساختار شبیه به یک انکودر افزایشی است. اما از نوع خطی که در طول های مختلف و در شکل های مختلف تولید شده است.